# Eagris
Eagris là một chi bướm ngày thuộc họ Bướm nâu.

## Các loài
- Eagris decastigma Mabille, 1891
- Eagris denuba (Plötz, 1879)
- Eagris hereus (Druce, 1875)
- Eagris lucetia (Hewitson, 1875)
- Eagris nottoana (Wallengren, 1857)
- Eagris sabadius (Gray, 1832)
- Eagris subalbida (Holland, 1893)
- Eagris tetrastigma (Mabille, 1891)
- Eagris tigris Evans, 1937